# Rogač (Šolta)
Rogač je mjesto na otoku Šolti. Nalazi se na sjevernoj obali otoka, na najispupčenijem dijelu otoka, na 43° 24' sjeverne zemljopisne širine i 16° 18' istočne zemljopisne dužine.

## Povijest
Najstarije je primorsko naselje na otoku. Unatoč splitskoj blizini, broj stanovnika nije nikad mnogo se povećavao (unatoč neprekinutoj naseljenosti), zbog opasnosti od gusarskih napada i zbog činjenice što su dosta udaljeni od polja.
Naseljenost postoji pouzdano još od doba starog Rima. Iskopani su ostatci starorimskegospodarske zgrade u uvali Banje, a nađeni su i starovjekovni zidovi u moru na drugoj strani uvale. Nađena je i villa rustica, koja je u svom sastavu imala i kupatilo.

## Stanovništvo
| broj stanovnika |       |       | 13    | 59    |       | 17    |       |       |       | 36    | 50    | 49    |       |       | 100   | 126   | 134   |
|                 | 1857. | 1869. | 1880. | 1890. | 1900. | 1910. | 1921. | 1931. | 1948. | 1953. | 1961. | 1971. | 1981. | 1991. | 2001. | 2011. | 2021. |

## Promet
Glavna su luka na Šolti, i najveći dio trajektnog i katamaranskog prometa od Šolte prema Splitu ide preko Rogača. U tom svojstvu su i ispostava Lučke kapetanije Split.
S ostatkom otoka je povezan autobusnim linijama i taksijem.

## Gospodarstvo
Morska luka, turizam, a od objekata nadgradnje u mjestu je i benzinska crpka.
Od turističkih ljepota, valja navesti i mjesne uvale Banje, Kašjun, i Žustovu.

## Znamenitosti
- Arheološko nalazište Banje

## Poznate osobe
1920-ih je župnikovao u Rogaču Kerubin Šegvić.

## izvori
- http://www.solta.hr/hrv/rogac.htm  Arhivirana inačica izvorne stranice od 28. listopada 2006. (Wayback Machine) Rogač

1. ↑  Registar prostornih jedinica Državne geodetske uprave Republike Hrvatske. Wikidata Q119585703
2. ↑  Popis stanovništva, kućanstava i stanova 2021. – stanovništvo prema starosti i spolu po naseljima (hrvatski i engleski). Državni zavod za statistiku. 22. rujna 2022. Wikidata Q118496886
3. ↑  Naselje i odredišni poštanski ured. Hrvatska pošta. Pristupljeno 3. siječnja 2022.